# Sai Mun (huyện)
Sai Mun (tiếng Thái: ทรายมูล) là một huyện của tỉnh Yasothon ở đông bắc Thái Lan.

## Lịch sử
Trước đây là một làng, Sai Mun đã được nâng thành tambon và năm 1968 được nâng thành khet sukhaphiban.
Sau khi Yasothon được tách khỏi Ubon năm 1972, ngày 15 tháng 5 năm 1975, Sai Mun được lập thành một tiểu huyện (king amphoe), lấy 4 tambon từ huyện Mueang Yasothon: Sai Mun, Du Lat, Dong Mafai và Na Wiang.
Năm 1978, tambon Phai được chuyển từ huyện Kut Chum sang Sai Mun.
Ngày 26 tháng 7 năm 1984, tiểu huyện được nâng lên thành huyện,.

## Địa lý
Các huyện giáp ranh (từ phía đông bắc theo chiều kim đồng hồ) là: Kut Chum và Mueang Yasothon của tỉnh Yasothon, và Selaphum của tỉnh Roi Et.

## Hành chính
Huyện này được chia thành 5 phó huyện (tambon), tổng cộng có 53 làng (muban).
| STT. | Tên        | Tên Thái | Số làng | Dân số |
| ---- | ---------- | -------- | ------- | ------ |
| 1.   | Sai Mun    | ทรายมูล   | 16      | 4.890  |
| 2.   | Du Lat     | ดู่ลาด     | 12      | 4.426  |
| 3.   | Dong Mafai | ดงมะไฟ   | 9       | 5.740  |
| 4.   | Na Wiang   | นาเวียง   | 7       | 3.958  |
| 5.   | Phai       | ไผ่       | 9       | 5.900  |